# Shooting Star (KOTOKO의 노래)
《Shooting Star》(슈팅 스타)는 코토코의 첫 싱글이다. 단, 메이저 데뷔 곡은 아니다.

## 수록 곡
1. Shooting Star [5:24]
작사: KOTOKO / 작곡: 오리토 신지(키 사운즈 레이블) / 편곡 : 타카세 카즈야(I've)
2. 空の森で / 하늘의 숲에서 [4:15]
작사: 타쿠미 마미 / 작곡 : 오리토 신지(키 사운즈 레이블) / 편곡 : 타카세 카즈야(I've)
3. Shooting Star (off Vocal ver.)
4. 空の森で (off Vocal ver.)